# Amorphophallus lanuginosus
Amorphophallus lanuginosus är en kallaväxtart som beskrevs av Wilbert Leonard Anna Hetterscheid. Amorphophallus lanuginosus ingår i släktet Amorphophallus och familjen kallaväxter. Inga underarter finns listade.